# Usina Hidrelétrica de Barra Grande
A Usina Hidrelétrica de Barra Grande foi construída entre os municípios brasileiros de Anita Garibaldi (Santa Catarina) e  Pinhal da Serra (Rio Grande do Sul).
Esta usina possui três turbinas, das quais a primeira está programada para entrar em operação em 31 de outubro de 2005. No total as três turbinas deverão gerar 708 MW.
A empresa responsável pela construção e operação da usina é a Energética Barra Grande (BAESA).